# Juez de paz (Colombia)
Este artículo explica una de las jurisdicciones del sistema legal de Colombia, conocida como la Justicia de Paz, establecida por la Carta Política del país en 1991, como mecanismo alternativo y comunitario de resolución de conflictos. Dicha constitución establece en su artículo 116 que “Los particulares pueden ser investidos transitoriamente de la función de administrar justicia en la condición de jurado puntos de s en las causas criminales, conciliadores o en la de árbitros habilitados por las partes para proferir fallos en derecho o en equidad, en los términos que determina la ley”. Esto significa que en Colombia los ciudadanos, cumpliendo unas formalidades, pueden llegar a ser administradores de la justicia, tal como lo es un juez de la república.

## Objetivo de la justicia de paz
Los Juzgados de Paz constituyen en Colombia un mecanismo democrático y alternativo de solución de conflictos, creado por la Constitución Política de 1991 en su artículo 247. Este artículo establece que La ley podrá crear jueces de paz encargados de resolver en equidad conflictos individuales y comunitarios. También podrá ordenar que se elijan por votación popular.
La ley 497 de 1999 es la norma que reglamenta los alcances de esta jurisdicción. Vale la pena resaltar que esta norma se expide 8 años después de haber sido creada al figura en la Constitución de 1991, lo cual demuestra que a pesar de ser uno de los mecanismos que más han ayudado a otros países y comunidades a acercarse con el poder judicial, no había sido tenida en cuenta por el legislador

## Principios de la Justicia de Paz
La justicia de paz busca, según la ley 497 de 1999 darle un Tratamiento integral y pacífico de los conflictos comunitarios y particulares.
Sus principios según la mencionada ley son 
1. Equidad. Las decisiones que profieran los jueces de paz deberán ser en equidad, conforme a los criterios de justicia propios de la comunidad.
2. Eficiencia. La administración de justicia de paz debe cumplir con la finalidad de promover la convivencia pacífica en las comunidades de todo el territorio nacional.
3. Oralidad. Todas las actuaciones que se realicen ante la jurisdicción de paz serán verbales, salvo las excepciones señaladas en la presente ley.
4. Autonomía e independencia. La justicia de paz es independiente y autónoma con el único límite de la Constitución Política. Ningún servidor público podrá insinuar, exigir, determinar o aconsejar a un juez de paz las decisiones o criterios que deba adoptar en sus intervenciones, esto daría una pena de incurrir en mala conducta, sancionable disciplinariamente.
5. Gratuidad. La justicia de paz será gratuita y su funcionamiento estará a cargo del Estado, sin perjuicio de las expensas o costas que señale el Concejo Superior de la Judicatura.
6. Garantía de los derechos. Es obligación de los jueces de paz respetar y garantizar los derechos, no sólo de quienes intervienen en el proceso directamente, sino de todos aquellos que se afecten con él.

## Competencia de la Justicia de Paz
Los jueces de paz conocerán de los conflictos que las personas o la comunidad, en forma voluntaria y de común acuerdo, sometan a su conocimiento, que versen sobre asuntos susceptibles de transacción, conciliación o desistimiento y que no sean sujetos a solemnidades de acuerdo con la ley, en cuantía no superior a los cien (100) salarios mínimos legales mensuales vigentes.
No obstante, los jueces de paz no tendrán competencia para conocer de las acciones constitucionales y contencioso-administrativas, así como de las acciones civiles que versen sobre la capacidad y el estado civil de las personas, salvo el reconocimiento voluntario de hijos extramatrimoniales.
Esto significa que un juez de paz sólo puede conocer los casos que la comunidad le presente. El juez de paz en Colombia no tiene capacidad de iniciativa para poder investigar casos.  Los asuntos que puede conocer un juez de paz son aquellos conflictos menores, generalmente ligados a temas de deudas menores entre particulares y problemas de convivencia entre vecinos. El juez de paz se caracteriza por ser un vecino y amigo antes que un juez. 
La competencia territorial del juez de paz en Colombia está dado por el Artículo 10 de la ley 497 de 1999. Según esta norma, el juez de paz será competente para conocer de los conflictos sometidos a su consideración del lugar en que residan las partes o en su defecto, el de la zona o sector en donde ocurran los hechos o el del lugar que las partes designen de común acuerdo.

## La Justicia de Paz como una justicia comunitaria
La justicia comunitaria (es decir la operada por los jueces de paz) se diferencia de la justicia ordinaria (jueces tradicionales)  por varios motivos en Colombia, esto según la Corte Constitucional:
1. Las decisiones son tomadas en equidad, no en derecho, lo cual implica que la solución de un conflicto está más dirigida a la reconstrucción y la reconciliación que a la aplicación de una norma jurídica preexistente. Esto se traduce en que las decisiones se toman teniendo en cuenta lo que es justo para una comunidad. Esto se llama el justo comunitario
2. La Justicia Comunitaria se rige por la informalidad,  pues los jueces de paz tienen como responsabilidad la búsqueda de vías adecuadas para la solución de las controversias sometidas a su conocimiento.
3. Los jueces de paz son personas de la propia comunidad que cuentan con un alto grado de reconocimiento en ella, y a quienes no se les exige una profesión específica.
4. La justicia de paz se caracteriza por la consensualidad, en la medida en que en la mayoría de los casos, los mecanismos comunitarios de manejo de conflictos pasan por el consenso de las partes, siendo ellas mismas a quienes corresponde tomar las decisiones.[5]

## Elecciones de jueces de paz
Los jueces de paz deben ser líderes comunitarios con trayectoria y reconocimiento, quienes gozan de la confianza del grupo social en el que actúa. No se requiere, por lo tanto, tener una profesión específica, ser abogados o tener algún conocimiento en derecho, solo conocer los principios y valores que unen a la comunidad. Además se espera que el juez de paz sea honesto, transparente e imparcial, tenga capacidad para entender y ayudar a las personas en la solución de sus problemas. Asimismo debe transmitir empatía y credibilidad entre las personas de la comunidad. Para esto debe conocer la historia, usos y costumbres del grupo social para el que fue elegido. Es por esto que el juez de paz debe estar alejado del proselitismo político.